# Pogonowithius donisi
Genre
Espèce
Pogonowithius donisi, unique représentant du genre Pogonowithius, est une espèce de pseudoscorpions de la famille des Withiidae.

## Distribution
Cette espèce est endémique de la province de la Tshopo au Congo-Kinshasa. Elle se rencontre vers Yangambi.

## Publication originale
- Beier, 1979 : Neue afrikanische Pseudoskorpione aus dem Musée Royal de l'Afrique Central in Tervuren. Revue de Zoologie Africaine, vol. 93, p. 101-113.